# Pallavolo Mondovì
La Pallavolo Mondovì è una società pallavolistica femminile italiana con sede a Mondovì: milita nel campionato di Serie B1.

## Storia
La Pallavolo Mondovì viene fondata nel 1979 e partecipa inizialmente ai campionati locali. Nella stagione 1992-93 partecipa per la prima volta al campionato di Serie D, mentre nell'annata successiva, grazie alla seconda promozione consecutiva, esordisce in Serie C, per poi retrocedere successivamente nelle categorie minori.
La squadra è nuovamente in Serie C a partire dalla stagione 2004-05: in quella 2007-08, dopo aver chiuso la regular season al primo posto, vince i play-off, venenedo promossa in Serie B2, categoria dove debutta nell'annata successiva: dopo aver sfiorato la promozione in Serie B1 nell'annata 2011-12, con l'uscita nei quarti di finale dei play-off promozione, questa viene centrata in quella 2012-13 grazie alla vittoria del campionato.
Debutta in Serie B1 nella stagione 2013-14 e nel campionato 2015-16, dopo aver chiuso la regular season al secondo posto, vince i play-off promozione, approdando in Serie A2, divisione dove milita dall'annata 2016-17: a seguito del penultimo posto in classifica, retrocede in Serie B1. Tuttavia, a seguito del ripescaggio, la squadra ritorna in Serie A2 per la stagione 2017-18, qualificandosi anche per la prima volta alla Coppa Italia di Serie A2, venendo sconfitta in finale.
Dopo altre tre stagione disputate sempre ai vertici della classifica, nella stagione 2021-22 sfiora la promozione in Serie A1 venendo sconfitta nella finale dei play-off promozione dall'Helvia Recina. Nell'annata 2024-25 termina la pool salvezza all'ottavo posto in classifica ed ottiene la retrocessione in Serie B1.

## Rosa 2024-2025
| N° | Nome              | Ruolo | Data di nascita   | Nazionalità sportiva |
| -- | ----------------- | ----- | ----------------- | -------------------- |
| 1  | Alessia Fini      | S     | 3 agosto 2004     | Italia               |
| 3  | Arianna Lancini   | S     | 10 febbraio 1996  | Italia               |
| 4  | Morgana Giubilato | L     | 13 aprile 2001    | Italia               |
| 5  | Teresa Bosso      | S     | 6 gennaio 2005    | Italia               |
| 7  | Giulia Viscioni   | S     | 13 agosto 2004    | Italia               |
| 8  | Alessia Marengo   | S     | 16 gennaio 2003   | Italia               |
| 9  | Greta Catania     | C     | 9 marzo 2004      | Italia               |
| 12 | Giulia Deambrogio | C     | 19 settembre 2003 | Italia               |
| 13 | Livia Tresoldi    | C     | 2 agosto 1998     | Italia               |
| 14 | Lara Berger       | O     | 2 novembre 2001   | Germania             |
| 17 | Dana Schmit       | P     | 20 luglio 1997    | Austria              |
| 18 | Miriana Manig     | P     | 18 luglio 1998    | Italia               |